# Ярошик Валентина Олександрівна
Валентина Олександрівна Ярошик (до шлюбу Веприцька, нар. 2 січня 1942, м. Очамчире, Абхазька АРСР, Грузинська РСР) — українська бібліотекарка, бібліографка, краєзнавиця. Завідувачка відділом краєзнавчої роботи (1986—1992), завідувачка відділу Україніки (1993—2004) Харківської державної наукової бібліотеки ім. В. Г. Короленка. Заслужений працівник культури України (1995).

## Біографія
Народилась 2 січня 1942 у місті Очамчире, Абхазька АРСР, Грузинська РСР.
1959 року розпочала трудову діяльність у шкільній бібліотеці у місті Євпаторія, вступивши на заочне бібліотечне відділення Кримської культурно-просвітньої школи у Сімферополі.
У 1963—1967 роках здобула освіту у Харківському державному інституті культури (нині Харківська державна академія культури). У 1967 році закінчила навчання і до виходу на пенсію у 2012 році 45 років працювала у Харківській державній науковій бібліотеці ім. В. Г. Короленка, обіймала різні посади: бібліотекарки, старшої бібліографки, завідувачки сектору, завідувачки відділу краєзнавчої роботи у 1986—1992 роках, з 1993 до кінця 2004 року  — відділу Україніка.
Валентина Ярошик зробила значний внесок у розвиток бібліотечного краєзнавства та українознавства. До її творчого доробку входять численні бібліографічні посібники краєзнавчої та українознавчої тематики, у яких особлива увага приділялася популяризації творів діячів культури України, зокрема Слобожанщини. Під час її керівництва відділом були започатковані серії покажчиків: «Повернені імені», «Діячі української діаспори», «Краєзнавці Слобожанщини». Ці видання одержали схвальні відгуки фахівців бібліотечної спільноти. Саме Валентині Ярошик належить ідея розкриття змісту харківських періодичних видань ХІХ — початку ХХ ст., зокрема газет «Харьковские губернские ведомости» та «Южный край», журналів «Пламя», «Літературний журнал».
У 1993 році за значний внесок у розвиток українського краєзнавства Всеукраїнська спілка краєзнавців присудила відділу україніки, який очолювала Ярошик, Республіканську премію імені Дмитра Яворницького.
Валентина Ярошик проводила активну наукову роботу, ініціювала проведення в ХДНБ ім. В. Г. Короленка багатьох науково-практичних конференцій, бібліографічних читань, присвячених актуальним проблемам бібліотекознавства та бібліографознавства, розвитку інформаційного сервісу на Харківщині. Вона брала активну участь у роботі цих заходів, часто виступала перед різними аудиторіями.
Є авторкою великої кількості статей у фахових журналах. Значна кількість її публікацій присвячена історії ХДНБ ім. В. Г. Короленка, розкриттю її фондів, краєзнавчої діяльності.
Ярошик протягом багатьох років входила до складу міської комісії з питань топоніміки та охорони історико-культурного середовища, редколегій серії «Харьковский биографический словарь» і видання Харківської єпархії «Віра і розум».
У 1978 році Валентина Ярошик разом з колегами Тетяною Шерстюк та Галиною Каширіною і активом читачів-краєзнавців ініціювала створення клубу «Краєзнавець» у Харківській державній науковій бібліотеці ім. В. Г. Короленка. За понад 35 років своєї діяльності у клубі відбулося більше 400 краєзнавчих читань. Ярошик присвятила багато публікацій роботі клубу та творчому доробку його членів.
Ярошик тривалий час була керівницею практики студентів Харківської державної академії культури та Харківського училища культури, турбувалася про підготовку майбутніх бібліотекарів.
З 1991  до 2005 року Валентина Ярошик була заступником голови Харківської обласної організації Всеукраїнської спілки краєзнавців України та членом її Правління.

## Відзнаки
- Знак Міністерства культури СРСР «За отличную работу»,
- «Заслужений працівник культури України» (1995),
- орден «Преподобного Нестора літописця» (1999),
- Лауреатка творчої премії Харківського міськвиконкому ім. Д. І. Багалія в галузі краєзнавства за серію бібліографічних краєзнавчих посібників (1999),
- грамоти Міністерства культури України, Харківської облдержадміністрації, Харківського міськвиконкому, ХДНБ ім. В. Г. Короленка та ін.

## Творчий доробок
- Довідково-бібліографічне обслуговування читачів з питань краєзнавства // Бібліотекознавство та бібліогр. — 1971. — № 10. — С. 39–43 ;
- Некоторые вопросы кооперации краеведческой работы: (из опыта круп. б-к Харькова) // Совет. библиогр. — 1973. — № 4. — С. 26–30 ;
- Харьковский дважды орденоносный моторостроительный завод «Серп и Молот»: (к 100-летию з-да): науч.-вспом. указ. лит. –Х., 1982. — У співавт. ;
- Харьковскому турбинному заводу им. С. М. Кирова — 50 : науч.-вспом. указ. лит. — Х., 1983 ;
- Внесок бібліотек Харківщини в створення «Зводу пам'ятників історії та культури народів СРСР» // Матеріали до зводу пам'яток історії та культури народів СРСР по УРСР. — К., 1984. — Вип. 1. — С. 8–10 ;
- Памятники истории и культуры Харьковской области: (библиогр. указ.). — Х., 1985. — 160 с. — У співавт. ;
- Харьковщина в годы Великой Отечественной войны: указ. лит. — Х., 1975, 1985, 1986. — 3-е изд. — У співавт. ;
- Сто краєзнавчих читань: (хроніка та зміст) у 3 вип. — Х., 1988, 1997, 2003. — У співавт. ;
- Внесок краєзнавства у розвиток національної культури // Українська культура: історія і сучасність: матеріали з другої наук.-теорет. конф. профес.-виклад. складу та студентів [ХДІК]: тези доп. — Х., 1991. — С. 94 ;
- Краєзнавчі фонди масових бібліотек: буклет. — Х., 1991. — 6 с. ;
- Український письменник М. Йогансен 1885—1937 : бібліогр. покажч. — Х., 1992. — (Повернені імена). — У співавт. ;
- Український художник І. І. Падалка (1894—1937): бібліогр. покажч. — Х., 1992. — 53 с. — (Повернені імена). — У співавт. ;
- Історія розвитку краєзнавчої бібліографії Харківщини // Історія бібліотечної справи в Україні: матеріали регіон. наук. конф., Харків, листоп. 1993 р. — Х., 1993. — С. 78–86 ;
- Історія Слобідської України: наук.-допом. бібліогр. покажч. — К., 1993. — 244 с. — У співавт. ;
- Харьков и губерния на страницах газеты «Харьковские губернские ведомости» 1838—1917 гг. : [библиогр. указ.]. — В 6 вип. — Х., 1993—1996. — Вып. 1–6. — У співавт.;
- Харківська державна наукова бібліотека ім. В. Г. Короленка 1986—1996 рр. : покажч. вид. б-ки та л-ри про її діяльність: (до 110-ї річниці від дня заснування). — Х., 1996. — 100 с. — У співавт. ;
- Те саме. — За 1996—2006 рр. : (до 120-річчя від дня заснування). — Х., 2006. — 163 с. — У співавт. ; * «Харьковские губернские ведомости» — джерело вивчення історії краю // VIII Всеукраїнська наукова конференція «Історичне краєзнавство і культура»: (наук. доп. та повідомл.) . — К. ; Х., 1997. — С. 325—326 ;
- Бібліографічна діяльність Є. К. Рєдіна: [історик, проф. Харк. ун-ту] (1863—1908) // Вісн. Книжк. палати. — 1998. — № 7. — С. 35–36 ;
- Історія Харківської єпархії: [до 200-річчя заснування]: бібліогр. покажч. — Х. : Бізнес інформ., 1999. — 332 с. — У співавт. ;
- Церковні бібліотеки Слобожанщини // Вісн. Книжк. палати. — 1999. — № 9. — С. 18–20. — У співавт. ;
- Нова бібліографічна серія // Вісн. Книжк. палати. — 2000. — № 10. — С. 24 . — У співавт. ;
- Олександр Юрійович Лейбфрейд: (до 90-річчя з дня народж.): біобібліогр. покажч. — Х., 2000. — 67 с. — (Краєзнавці Слобожанщини) ;
- Подвижник української бібліографії Ф. П. Максименко // Бібліографічні читання пам'яті українського бібліографа Федора Максименко. — Х., 2002. — С. 4–9 ;
- Харьков и губерния на страницах газеты «Южный край» (1880—1918): бібліогр. указ. — Х., 2002—2003. — У співавт. ;
- Харків ХХ століття: бібліогр. покажч. : у 2 вип. — Х., 2003. — Вип. 1–2. — 799 с. — У співавт. ;
- Економічна україніка: бібліогр. покажч. (1990—2004 рр.). — Х., 2005. — 204 с. — У співавт. ;
- Український письменник і політичний діяч Іван Багряний (1906—1963): до 100-річчя від дня народж. [біобібліогр. покажч.]. — Х., 2006. — 192 с. — 1–2 вид. — У співавт. ;
- Український письменник, літературознавець та мовознавець Яр Славутич: (до 90-річчя з дня народж.): біобібліогр. покажч. — Х., 2008. — 182 с. — (Діячі укр. діаспори). — У співавт. ;
- Українські ярмарки та виставки: (історія та сьогодення): бібліогр. покажч. — Х. : Фоліо, 2008. — 157 с. : ілюстр. — У співавт.;
- Іван Юхимович Саратов — вчений, краєзнавець: біобібліогр. покажч. — Х., 2010. — 63с. — (Краєзнавці Слобожанщини),
- Харківська державна наукова бібліотека ім. В. Г. Короленка: (1886—2011): каталог видань Бібліотеки та публікацій про її діяльність / Держ. заклад «Харк. держ. наук. б-ка ім. В. Г. Короленка» ; [уклад. : О. П. Куніч та ін.]. — Х., 2011. — 485 с. — (До 125-річчя Харківської державної наукової бібліотеки ім. В. Г. Короленка). — У співавт. та інші.

### Використана література
- Полянська, Н. Ярошик Валентина Олександрівна // Праці пам'яткознавців: ювіл. зб. наук. ст. з пам'яткоохорон. роботи. — Х., 2012. — Вип. 2. — С. 80–81: портр. ;
- Валентина Олександрівна Ярошик — бібліограф, краєзнавець: біобібліогр. покажч. // Харків. держ. наук. б-ка ім. В. Г. Короленка ; уклад. : Н. І.  Полянська, О. М. Дмитрієва. — Харків, 2013. — 38 с. — (Краєзнавці Слобожанщини).
- Харківська державна наукова бібліотека імені В. Г. Короленка. Бібліотечна енциклопедія Харківщини. Регіональний корпоративний проект.[недоступне посилання з серпня 2019]

### Рекомендована література
- Про присвоєння почесного звання Заслужений працівник культури України [в тому числі В. О. Ярошик]: указ Президента України, 13 верес. 1995 р. // Краєзнавство. — 1995. — № 1–4. — С. 80 ;
- Бахмет Т. Іван Падалка — відомий і невідомий: [про покажч. літ., підгот. в ХДНБ] // Вечір. Харків. — 1993. — 12 серп. ; Куделко, С. М.
- Истина очень нежна … : [рец. на указ. лит. «Історія Слобід. України»] // Вечір. Харків. — 1995. — 19 янв. ;
- Полякова, Ю. Листая пожелтевшие страницы: [рец. на указ. лит. "Харьков и губерния на страницах газеты «Харьк. губерн. ведомости»] // Гор. газ. — 1996. — № 1 (апр.). — С. 22 ;
- Левоненко, А. Люди, для которых главное — призвание, хотя хорошо, что к нему прилагаются ещё и деньги: [о лауреатах муницип. творч. премии в тому числі В. А. Ярошик] // Время. — 1999. — 25 дек. : фот. ;
- Петрикова, В. Т. Особливості становлення та розвитку системи краєзнавчої бібліографічної інформації в Україні (1917—1991 рр.): автореф. дис. іст. наук. — К., 2001. — 19 с. — Згадується краєзнавча бібліографічна діяльність В. О. Ярошик ; Шерстюк, Т. Г. В библиотеку, к Ярошик // Слобода. — 2002. — 9 янв. ;
- Тронько, П. Т. Краєзнавство України напередодні ІІІ з'їзду Всеукраїнської Спілки Краєзнавців // Краєзнавство. — 2003. — № 1–4. — С. 4–11. — Відомості про діяльність В. О. Ярошик ;
- Ярошик Валентина Олександрівна (02.01.1942) // Краєзнавці України: (сучас. дослідники рід. краю): довідник. — К. ; Кам'янець-Поділ., 2003. — С. 265—266 ; Ярошик, В. О. (2.01.1942) // Сто краєзнавчих читань: (хроніка та зміст). — Х., 2003. — С. 70 ;

| Острозька Біблія | Це незавершена стаття про бібліотекаря або бібліотекарку. Ви можете допомогти проєкту, виправивши або дописавши її. |